# オーカー・ジェリー
オーカー・ジェリー(Ochre jelly)は、テーブルトークRPG『ダンジョンズ&ドラゴンズ』（D&D）に登場するスライム、すなわち架空の生物である。第3版では、“黄土色のゼリー”、第4版では“黄土色のゼラチン状物体”と訳されているこのスライムは、ダンジョンのあらゆる隙間から這い出て、生きてる物も死んでる物も不差別に捕食する。

## 掲載の経緯

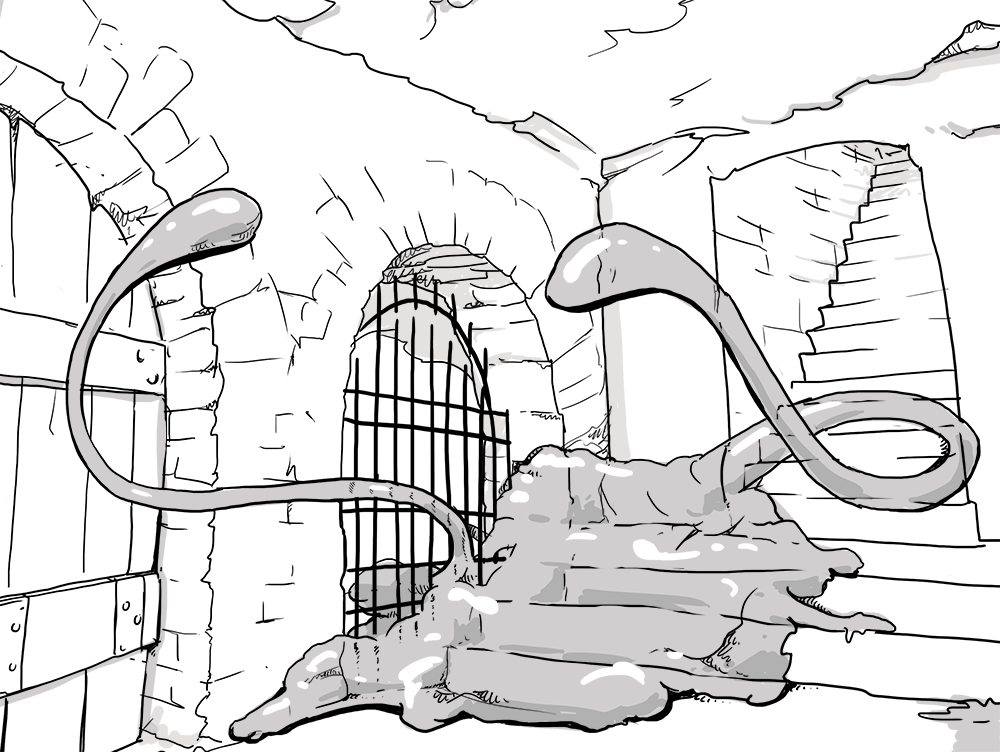
オーカー・ジェリーのイラスト

オーカー・ジェリーは同じスライム状のモンスターである、ゼラチナス・キューブなどと一緒に、ウーズ(Oozes)として紹介されることが多い。
オーカー・ジェリーは1974年に発売された最初のD&D、いわゆる“オリジナル・ダンジョンズ&ドラゴンズ”内の『Volume 2: Monsters & Treasure』が初出である。その後、『ダンジョンズ＆ドラゴンズ ベーシックセット』(1977、1981、1983。日本語版は83年版)、『Dungeons & Dragons Rules Cyclopedia』(1991、邦題『D&Dルールサイクロペディア〈3〉モンスターズ』)といった、“クラシック・ダンジョンズ&ドラゴンズ”と呼ばれる一群にも登場している。
アドバンスト・ダンジョンズ&ドラゴンズ（AD&D）第1版では『Monster Manual』(1977、未訳)に登場。『ドラゴン』104号(1985年12月)では強化版オーカー・ジェリーが紹介された。
AD&D第2版では、『Monstrous Compendium Volume One』(1989、邦題『モンスター・コンベンディウムⅠ』)の“ウーズ、スライム、ジェリー”の欄に、グレイ・ウーズ、クリスタル・ウーズ、ゼラチナス・キューブ、グリーン・スライムとともに登場し、『Monstrous Manual』(1983、未訳)に再掲載された。
D&D第3版では、『モンスターマニュアル』(2000)にグレイ・ウーズ、ブラック・プディング、ゼラチナス・キューブとともにウーズとして登場し、3.5版でも改訂版『モンスターマニュアル』(2005)に登場した。
D&D第4版では『モンスター・マニュアル』(2008)にゼラチナス・キューブとともにウーズとして登場している。また、エッセンシャルズのモンスター集、『Monster Vault』(2010、未訳)でも、ゼラチナス・キューブ、グリーン・スライム、ブラック・プディングと並んで紹介されている。
D&D第5版では、『モンスター・マニュアル』(2014)にブラック・プディング、ゼラチナス・キューブ、グレイ・ウーズとともにウーズとして登場している。

## D&D以外のテーブルトークRPG

### パスファインダーRPG
パスファインダーRPGでは『Bestiary 1』(2009、未訳)に登場している。

### 13th Age
D&D第4版デザイナー、ロブ・ハインソーとジョナサン・トゥイートによるd20システム使用のファンタジーRPG、13th Ageでは、『13th Age RPG Core Book』(2013、未訳)にて、ブラック・プディング、ゼラチナス・キューブとともにウーズとして登場している。

## 肉体的特徴
オーカー・ジェリーは不定形だが、一般的な個体は体長15フィート(約4.5m)、厚みは6インチ(約6cm)、体重は5.600ポンド(約2.5t)ほどある。
黄色と橙色が混ざり合った気色悪い色をしたアメーバ状の生物で、その身を様々な形に変化させることができる。

## 生態
オーカー・ジェリーは迷宮のあらゆる隙間から染み出ては襲いかかる捕食者である。原生動物であるオーカー・ジェリーには知性はなく、属性は“真なる中立”である。
オーカー・ジェリーの肉体はとても柔軟で、0.5インチ(約1.8cm)から1インチ(約2.5cm)ほどの隙間があれば入り込むことができる。その特性を生かして、扉や石壁の隙間、あるいは天井から獲物に襲いかかる。また、横に移動する際はその身体を球形に丸めて転がることもできる。ただし、その重さから壁を登ることができないので自ずと迷宮の底へと降っていく。迷宮の住人はこの厄介者を防ぐために住処の隙間を塞ぎ、要所に松明や火鉢を置いて防御している。
戦闘(オーカー・ジェリーにとっては捕食活動だが)になれば、オーカー・ジェリーはその巨体を持ち上げて相手を包み込もうとする。その身体から分泌する酸性の消化液は肉だけを溶解させることができる。
だが、戦闘において真に厄介なのは原生動物であるがゆえに、攻撃を受けると2つに分裂し増殖してしまう点にある。だが、増殖したオーカー・ジェリーの生命力もまた2分割されてしまうので、弱体化はしている。
迷宮の住人の中にはこの捕食者を門番代わりに利用する者もいるが、制御が難しいためにあまり歓迎はされていない。

## コンピュータゲームでのオーカー・ジェリー
- 『ファイナルファンタジー』シリーズ

第1作目に登場
- 『ティル・ナ・ノーグ』シリーズ
- 『プリンセスクラウン』
- 『エミル・クロニクル・オンライン』

## マジック:ザ・ギャザリング
マジック:ザ・ギャザリングでD&D世界を扱った拡張セット、『フォーゴトン・レルム探訪』（2021年）にオーカー・ジェリーは緑カードのクリーチャーとして登場している。